# Volksstadion Greifswald
Le Volksstadion Greifswald, auparavant connu sous le nom de Greifswalder Kampfbahn, est un stade omnisports allemand (servant principalement pour le football et l'athlétisme) situé dans la ville de Greifswald, en Mecklembourg-Poméranie-Occidentale.
Le stade, doté de 8 000 places et inauguré en 1927, sert d'enceinte à domicile à l'équipe de football du Greifswalder FC.

## Histoire
Situé sur le campus universitaire (Université de Greifswald) de la ville hanséatique de Greifswald, les travaux du stade débutent en 1926 pour s'achever l'année suivante (avec un coût de construction total de 75 000 reichsmarks).
Le record d'affluence au stade est de 14 000 spectateurs lors d'une défaite en amical 4-0 des locaux du Greifswalder SC contre le Bayern Munich le 16 juillet 1997.
Le 13 mai 2015 a lieu pour la première fois au stade la finale de la coupe de Mecklembourg-Poméranie-Occidentale devant 4 500 spectateurs, avec une victoire du Hansa Rostock 1-0 sur le TSG Neustrelitz.
Sur le site du stade figure également des courts de tennis, terrain de basket-ball et stade de hockey sur gazon. Des concerts y ont également régulièrement lieux.

## Événements
- 13 mai 2015 : Finale de la Coupe de Mecklembourg-Poméranie-Occidentale de football

## Galerie

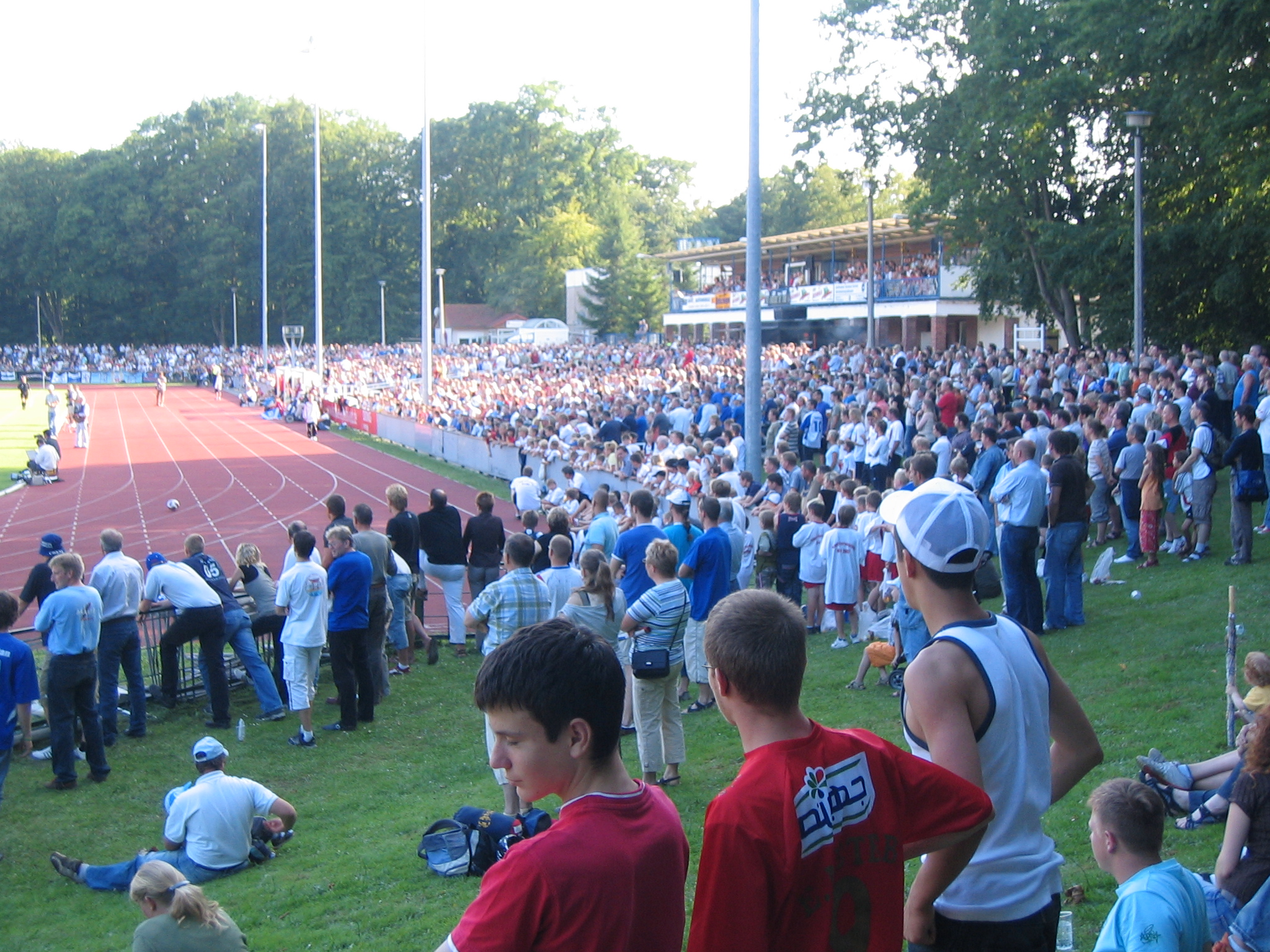
Public au stade